# Toulpouo
Toulpouo est une commune rurale située dans le département de Koper de la province de l'Ioba dans la région Sud-Ouest au Burkina Faso.

## Géographie
Toulpouo se trouve à 4 km au nord-est de Koper et à environ 18 km à l'est de Dano, le chef-lieu provincial.

## Santé et éducation
Le centre de soins le plus proche de Toulpouo est le centre de santé et de promotion sociale (CSPS) de Mémer tandis que le centre médical avec antenne chirurgicale (CMA) de la province se trouve à Dano.